# Marche des Gendarmes

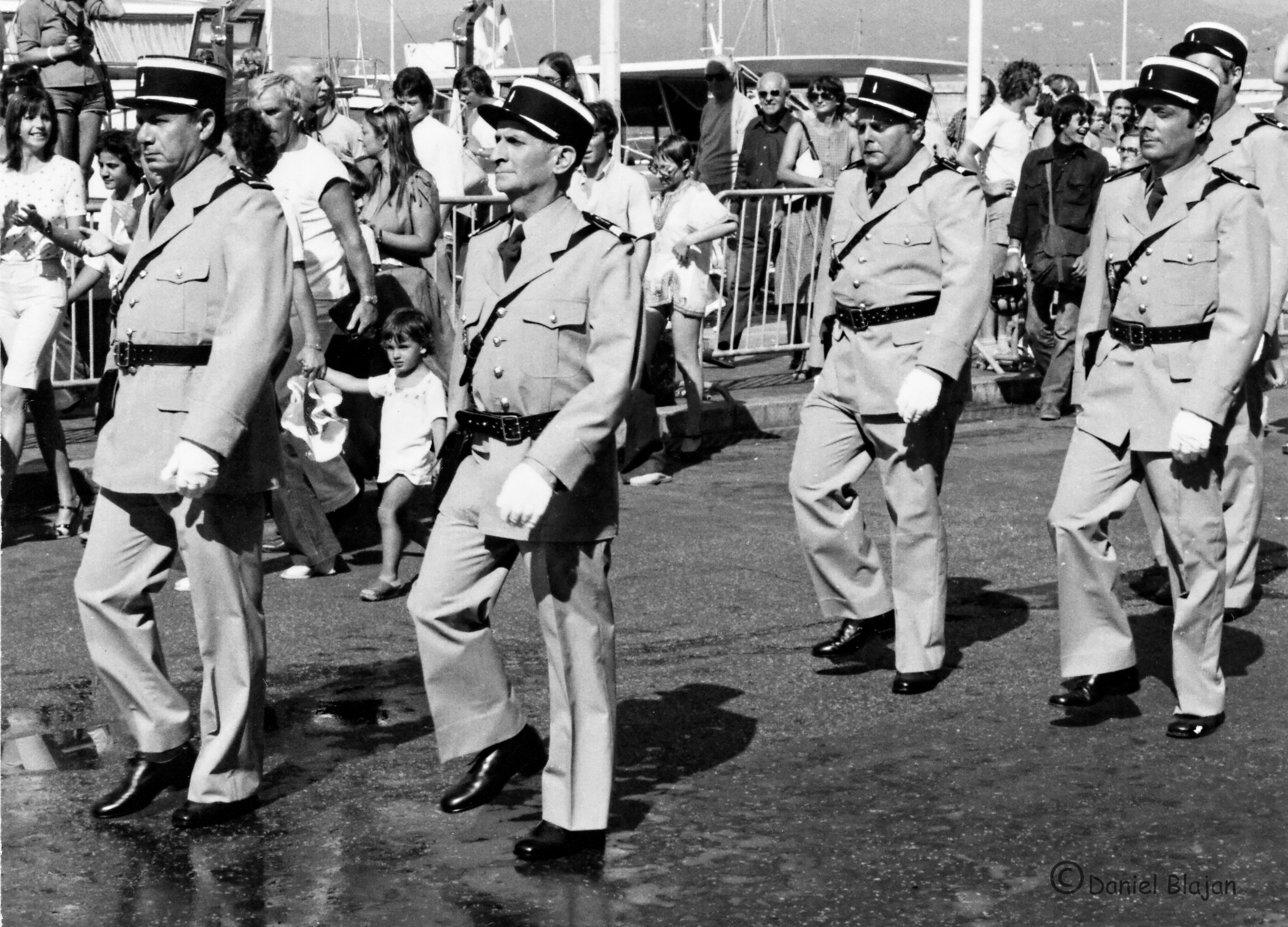
La Marche des Gendarmes accompagne le défilé final terminant presque chaque film du Gendarme de Saint-Tropez.

La Marche des Gendarmes est un pastiche de marche militaire composé par Raymond Lefebvre pour le film Le Gendarme de Saint-Tropez en 1964. La musique devient le thème emblématique des films du Gendarme, et son air est répété en différentes variantes tout au long des bandes-originales.

## Historique

### Création

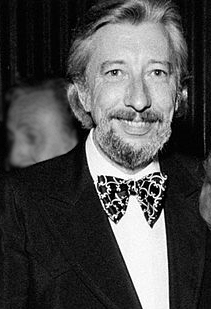
Raymond Lefebvre, compositeur de la bande originale de tous les films du Gendarme, ici en 1972.

En 1964 est tourné le film comique Le Gendarme de Saint-Tropez, avec Louis de Funès en vedette. Le réalisateur Jean Girault fait appel au compositeur Raymond Lefebvre pour écrire la musique de sa comédie, après son travail sur Faites sauter la banque. Parmi ses demandes figure la création d'une marche militaire pastichant la Marche du colonel Bogey, popularisée en France par le film de guerre Le Pont de la rivière Kwai (1957) de David Lean où elle était sifflée par des soldats, puis sa reprise par Annie Cordy sous le titre Hello, le soleil brille,. Cette musique doit accompagner le défilé de l'héroïque gendarme Ludovic Cruchot et de sa brigade sur le port de Saint-Tropez,. Raymond Lefebvre écrit sa marche à l'été 1964, avec le reste de la bande-originale du film, dans le jardin de sa maison de campagne, sans piano.
La Marche du colonel Bogey est, selon Raymond Lefebvre, « entraînante, gaie, reconnaissable, facile à retenir ». Le compositeur s'attache à reproduire les mêmes sensations tout en livrant un morceau qui n'a musicalement rien à voir avec l'inspiration. La ressemblance passe surtout par le fait que la marche soit sifflée, l'élément essentiel pour comprendre la référence au thème du Pont de la rivière Kwai.

### Le thème duGendarme

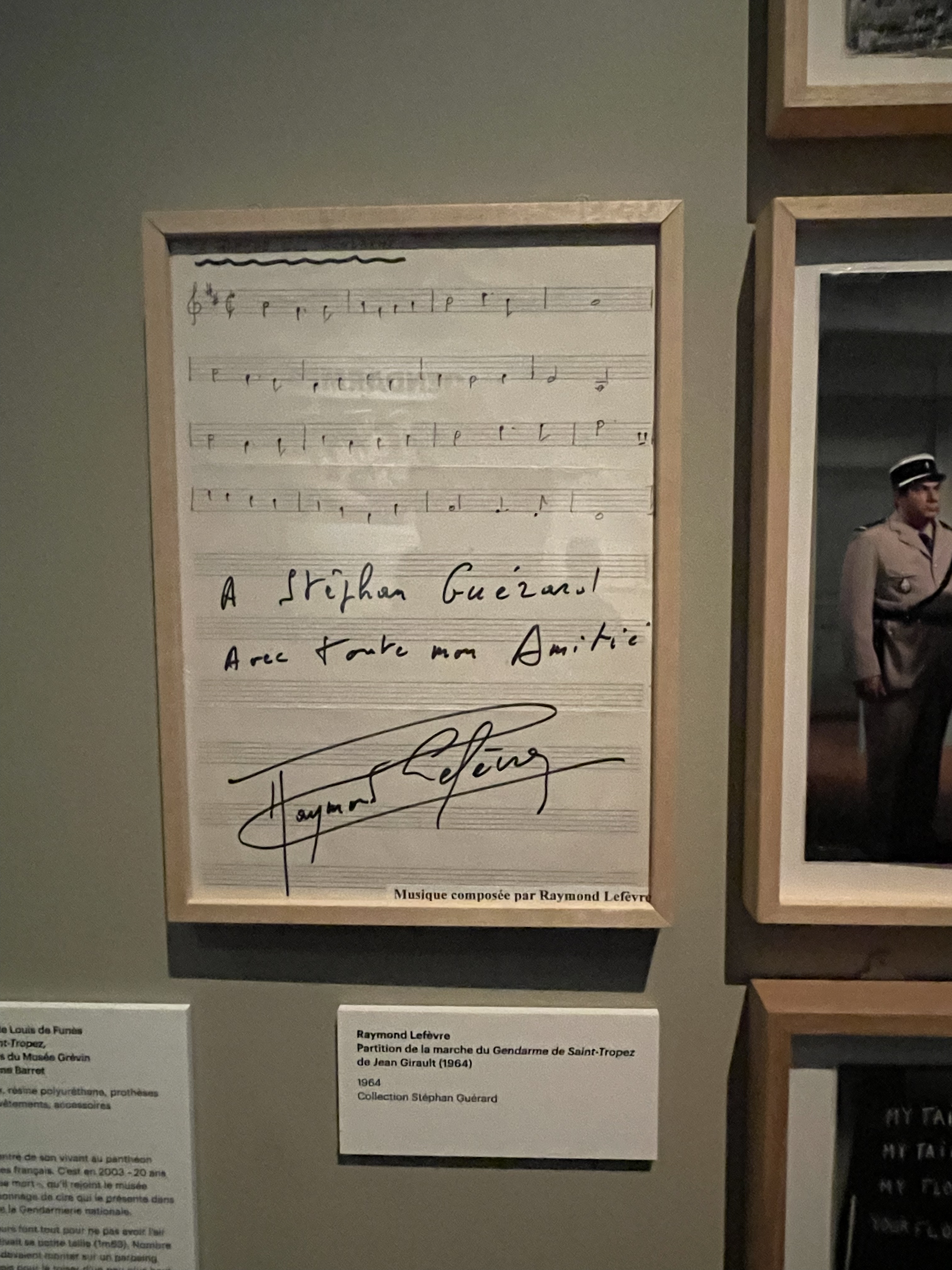
Une partition de la Marche des Gendarmes dédicacée par Raymond Lefebvre, exposée à la Cinémathèque française en 2021.

Contrairement à la chanson-générique Douliou-douliou Saint-Tropez, la Marche des gendarmes continue d'être utilisée dans les suites du Gendarme de Saint-Tropez,,. Cette musique, très populaire, constitue le thème principal et l'un des emblèmes des films du Gendarme,,. Raymond Lefebvre décline la mélodie en plusieurs variantes, jouant sur des instrumentations différentes ou des émotions particulières,. 
La première suite, Le Gendarme à New York (1965), emploie fièrement la Marche des Gendarmes lorsque la brigade de Saint-Tropez se promène dans New York. Au cours de la visite, lors d'un court moment montrant la brigade jouant aux cow-boys et aux Indiens dans une boutique de déguisements, une variante en clin d'œil aux westerns est entendue.
La Marche des Gendarmes n'apparaît cependant pas dans Le Gendarme se marie (1968),. Le compositeur ne trouve pas de place pour le thème dans le film. L'une des explications est l'absence du traditionnel défilé final, le moment principal où la musique est employée, puisqu'il est remplacé par le mariage de Cruchot. Raymond Lefebvre déclare a posteriori : « je voulais me renouveler, ne pas donner le sentiment de rabâcher le même thème. Je l'aime bien cette marche mais soyons objectifs : ce n'est ni du Mozart, ni du Ravel ! ». Par ailleurs, il vient de créer sa propre maison de production avec Jean Girault, les éditions E.M.C.I., et la Marche des Gendarmes est édité par les maisons ayant publié les bandes-originales des deux précédents films,,. L'absence de la Marche des Gendarmes provoque la colère de Louis de Funès,,. L'acteur vedette considère que cette musique participe au succès de la série et sait qu'elle est très appréciée du public : elle est donc indissociable des films,. Lefebvre raconte que Louis de Funès « voulait l'entendre dans chaque film comme un signe de reconnaissance au spectateur ».
Le compositeur rend donc sa marche très présente dans le film suivant, Le Gendarme en balade (1970), d'autant plus que ce dernier repose sur d'abondantes autoréférences à la série et une certaine nostalgie. Parmi les occurrences du thème, les scénaristes prévoient dès l'écriture que les gendarmes chantent à tue-tête la Marche des gendarmes dans la voiture,. Pour l'occasion, en particulier pour le défilé final, Lefebvre reprend la musique « avec un orchestre plus important et de manière plus tonitruante ». Les scènes permettent aussi de faire entendre une variante mélancolique pour le départ de Saint-Tropez, et une variante à la guitare lorsque les gendarmes se déguisent en hippies.
La Marche des gendarmes n'apparaît pas lors du défilé clôturant Le Gendarme et les Extraterrestres (1979), remplacée par un nouveau morceau intitulé Parade à Saint-Tropez, probablement parce que ce ne sont pas les vrais gendarmes qui défilent. Dans le dernier film, Le Gendarme et les Gendarmettes (1982), le thème est notamment entendu dès l'apparition de la brigade en plein déménagement, après la fin du générique, ainsi que lors de l'abordage du yacht des malfrats et lors du traditionnel défilé. Lefebvre compose alors une nouvelle réorchestration : la Marche des gendarmes (version 1982).
Grâce à la popularité durable des six films, régulièrement diffusés à la télévision, le thème du Gendarme est encore connu dans les années 2020.

## Publications

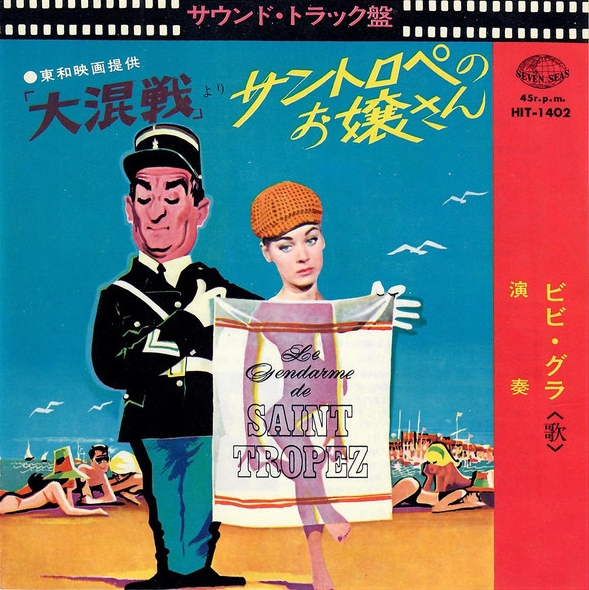
Le single japonais de la bande originale du premier film inclut la Marche des Gendarmes et la chanson Douliou-douliou Saint-Tropez.

La Marche des Gendarmes est présente dans l'album 45 tours de la bande originale du Gendarme de Saint-Tropez en 1964, éditée par les éditions Pigalle / Robert Salvet (ca), et publiée sous le label Riviera,. Un single réunissant la marche et Douliou-douliou Saint-Tropez paraît au Japon chez Seven Seas en 1967,. La marche est reprise dans l'album 45 tours Le Gendarme à New York, bande originale du film (musique cette fois-ci éditée par les éditions French Music) sorti en 1965 sous le label Riviera, puis disparaît des rééditions. Les bandes originales du Gendarme en balade et du Gendarme et les Gendarmettes, comprenant des versions de la marche, ne sont pas publiées à la sortie des films en 1970 et 1982,.
Quelques itérations de la marche sont présentes en 1993 sur le CD de Play Time Les plus belles musiques de films de Louis de Funès rassemblant des compositions de Raymond Lefebvre, puis sur le CD Louis de Funès, bandes originales des films, vol. 1 , publié par Play Time en 1998 et ré-édité en 2012,,,. 
Les différentes versions de la Marche des Gendarmes sont notamment disponibles dans l'intégrale Bandes originales des Gendarmes sortie en CD par Play Time en 2003. Les albums respectifs de chacun des six films sortent en 2010 en téléchargement,,,. Ces musiques sont ensuite intégrées à la vaste compilation Louis de Funès, musiques de films, 1963-1982 de la collection Écoutez le cinéma !, publiée en 2014.